# 30 juillet aux Jeux olympiques d'été de 2024
Navigation
29 juillet 31 juillet
Le mardi 30 juillet 2024 est le sixième jour de compétitions des Jeux olympiques d'été de 2024 à Paris en France.

## Programme
| Heure UTC+02:00 (France)                      |               |
| bleu                                          | Cérémonie     |
| neutre                                        | Épreuve       |
| or                                            | Finale        |
| orange                                        | Petite finale |
| rose                                          | Reporté       |
| gris                                          | Annulé        |
| Compétition masculine                         | Hommes        |
| Compétition féminine                          | Femmes        |
| Compétition mixte (hommes et femmes mélangés) | Mixte         |
| Compétition en couple (1 homme et 1 femme)    | Couple        |
| modifier                                      |               |

| Horaire | Discipline Spécialité | Discipline Spécialité                               | Discipline Spécialité                         | Phase                              | Résultats                                                                                         | Références |
| ------- | --------------------- | --------------------------------------------------- | --------------------------------------------- | ---------------------------------- | ------------------------------------------------------------------------------------------------- | ---------- |
| 8 h 0   |                       | Triathlon Compétition masculine                     | Compétition hommes                            | Reporté                            |                                                                                                   |            |
| 8 h 30  |                       | Badminton Simple                                    | Compétition femmes                            | Tours préliminaires                | -                                                                                                 | -          |
| 9 h 0   |                       | Beach-volley Tournoi masculin                       | Compétition hommes                            | Tour préliminaire                  | -                                                                                                 | -          |
| 9 h 0   |                       | Beach-volley Tournoi féminin                        | Compétition femmes                            | Tour préliminaire                  | -                                                                                                 | -          |
| 9 h 0   |                       | Handball Tournoi féminin                            | Compétition femmes                            | Tour préliminaire Groupe A         | Allemagne vs Slovénie                                                                             |            |
| 9 h 0   |                       | Tir Fosse olympique                                 | Compétition hommes                            | Qualifications                     | -                                                                                                 | -          |
| 9 h 0   |                       | Tir Fosse olympique                                 | Compétition femmes                            | Qualifications                     | -                                                                                                 | -          |
| 9 h 0   |                       | Volley-ball Tournoi masculin                        | Compétition hommes                            | Tour préliminaire Groupe B         | Italie vs Égypte                                                                                  |            |
| 9 h 20  |                       | Badminton Double                                    | Compétition hommes                            | Tours préliminaires                | -                                                                                                 | -          |
| 9 h 30  |                       | Aviron Skiff                                        | Compétition femmes                            | 1/4 de finale                      | -                                                                                                 | -          |
| 9 h 30  |                       | Tir Pistolet à 10 m                                 | Compétition mixte (hommes et femmes ensemble) | Finale                             | Zorana Arunović / Damir Mikec · Şevval İlayda Tarhan / Yusuf Dikeç · Manu Bhaker / Sarabjot Singh |            |
| 10 h 0  |                       | Hockey sur gazon Tournoi masculin                   | Compétition hommes                            | Tour préliminaire Groupe A         | Espagne vs France                                                                                 |            |
| 10 h 0  |                       | Judo Moins de 81 kg                                 | Compétition hommes                            | 32e de finale                      | -                                                                                                 | -          |
| 10 h 0  |                       | Judo Moins de 63 kg                                 | Compétition femmes                            | 32e de finale                      | -                                                                                                 | -          |
| 10 h 0  |                       | Tennis de table Simple                              | Compétition hommes                            | 32e de finale                      | -                                                                                                 | -          |
| 10 h 0  |                       | Tennis de table Simple                              | Compétition femmes                            | 32e de finale                      | -                                                                                                 | -          |
| 10 h 10 |                       | Aviron Skiff                                        | Compétition hommes                            | 1/4 de finale                      | -                                                                                                 | -          |
| 10 h 10 |                       | Badminton Double                                    | Compétition femmes                            | Tours préliminaires                | -                                                                                                 | -          |
| 10 h 28 |                       | Judo Moins de 81 kg                                 | Compétition hommes                            | 16e de finale                      | -                                                                                                 | -          |
| 10 h 28 |                       | Judo Moins de 63 kg                                 | Compétition femmes                            | 16e de finale                      | -                                                                                                 | -          |
| 10 h 30 |                       | Hockey sur gazon Tournoi masculin                   | Compétition hommes                            | Tour préliminaire Groupe A         | Afrique du Sud vs Allemagne                                                                       |            |
| 10 h 30 |                       | Water-polo Tournoi masculin                         | Compétition hommes                            | Tour préliminaire Groupe B         | Australie vs Serbie                                                                               |            |
| 10 h 50 |                       | Aviron Deux de couple                               | Compétition femmes                            | 1/2 finale                         | -                                                                                                 | -          |
| 11 h 0  |                       | Badminton Simple                                    | Compétition hommes                            | Tours préliminaires                | -                                                                                                 | -          |
| 11 h 0  |                       | Basket-ball Tournoi masculin                        | Compétition hommes                            | Tour préliminaire Groupe A         | Espagne vs Grèce                                                                                  |            |
| 11 h 0  |                       | Boxe Poids mouches (Moins de 51 kg)                 | Compétition hommes                            | 8e de finale                       | -                                                                                                 | -          |
| 11 h 0  |                       | Équitation Dressage par équipes                     | Compétition mixte (hommes et femmes ensemble) | Grand Prix (Jour 1)                | -                                                                                                 | -          |
| 11 h 0  |                       | Équitation Dressage individuel                      | Compétition mixte (hommes et femmes ensemble) | Grand Prix (Jour 1)                | -                                                                                                 | -          |
| 11 h 0  |                       | Handball Tournoi féminin                            | Compétition femmes                            | Tour préliminaire Groupe A         | Norvège vs Corée du Sud                                                                           |            |
| 11 h 0  |                       | Natation 200 m papillon                             | Compétition hommes                            | Séries                             | -                                                                                                 | -          |
| 11 h 0  |                       | Natation 100 m nage libre                           | Compétition hommes                            | Séries                             | -                                                                                                 | -          |
| 11 h 0  |                       | Natation 1 500 m nage libre                         | Compétition femmes                            | Séries                             | -                                                                                                 | -          |
| 11 h 0  |                       | Natation 100 m nage libre                           | Compétition femmes                            | Séries                             | -                                                                                                 | -          |
| 11 h 0  |                       | Natation 200 m brasse                               | Compétition hommes                            | Séries                             | -                                                                                                 | -          |
| 11 h 0  |                       | Natation Relais 4 x 200 m nage libre                | Compétition hommes                            | Séries                             | -                                                                                                 | -          |
| 11 h 10 |                       | Aviron Deux de couple                               | Compétition hommes                            | 1/2 finale                         | -                                                                                                 | -          |
| 11 h 30 |                       | Aviron Quatre sans barreur                          | Compétition femmes                            | Repêchages                         | -                                                                                                 | -          |
| 11 h 40 |                       | Aviron Quatre sans barreur                          | Compétition hommes                            | Repêchages                         | -                                                                                                 | -          |
| 11 h 48 |                       | Boxe Poids mi-lourds (Moins de 80 kg)               | Compétition hommes                            | 8e de finale                       | -                                                                                                 | -          |
| 12 h 0  |                       | Tennis Simple                                       | Compétition hommes                            | 2e tour                            | -                                                                                                 | -          |
| 12 h 0  |                       | Tennis Simple                                       | Compétition femmes                            | 8e de finale                       | -                                                                                                 | -          |
| 12 h 0  |                       | Tennis Double                                       | Compétition hommes                            | 1/4 de finale                      | -                                                                                                 | -          |
| 12 h 0  |                       | Tennis Double                                       | Compétition femmes                            | 8e de finale                       | -                                                                                                 | -          |
| 12 h 0  |                       | Tennis Double                                       | Compétition mixte (hommes et femmes ensemble) | 8e de finale                       | -                                                                                                 | -          |
| 12 h 0  |                       | Tir à l'arc Individuel                              | Compétition hommes                            | 32e de finale                      | -                                                                                                 | -          |
| 12 h 0  |                       | Voile IQFoil (courses 9, 10, 11 et 12)              | Compétition hommes                            | Tour de compétition                | -                                                                                                 | -          |
| 12 h 0  |                       | Voile IQFoil (courses 9, 10, 11 et 12)              | Compétition femmes                            | Tour de compétition                | -                                                                                                 | -          |
| 12 h 0  |                       | Voile 49er FX (courses 7, 8 et 9)                   | Compétition femmes                            | Tour de compétition                | -                                                                                                 | -          |
| 12 h 0  |                       | Voile 49er (courses 7, 8 et 9)                      | Compétition hommes                            | Tour de compétition                | -                                                                                                 | -          |
| 12 h 5  |                       | Water-polo Tournoi masculin                         | Compétition hommes                            | Tour préliminaire Groupe A         | Croatie vs Italie                                                                                 |            |
| 12 h 20 |                       | Boxe Poids coqs (Moins de 54 kg)                    | Compétition femmes                            | 8e de finale                       | -                                                                                                 | -          |
| 12 h 20 |                       | Judo Moins de 81 kg                                 | Compétition hommes                            | 8e de finale                       | -                                                                                                 | -          |
| 12 h 20 |                       | Judo Moins de 63 kg                                 | Compétition femmes                            | 8e de finale                       | -                                                                                                 | -          |
| 12 h 26 |                       | Tir à l'arc Individuel                              | Compétition femmes                            | 32e de finale                      | -                                                                                                 | -          |
| 12 h 45 |                       | Hockey sur gazon Tournoi masculin                   | Compétition hommes                            | Tour préliminaire Groupe A         | Grande-Bretagne vs Pays-Bas                                                                       |            |
| 12 h 52 |                       | Tir à l'arc Individuel                              | Compétition hommes                            | 16e de finale                      | -                                                                                                 | -          |
| 13 h 0  |                       | Volley-ball Tournoi masculin                        | Compétition hommes                            | Tour préliminaire Groupe C         | États-Unis vs Allemagne                                                                           |            |
| 13 h 5  |                       | Tir à l'arc Individuel                              | Compétition femmes                            | 16e de finale                      | -                                                                                                 | -          |
| 13 h 8  |                       | Boxe Poids plumes (Moins de 57 kg)                  | Compétition femmes                            | 16e de finale                      | -                                                                                                 | -          |
| 13 h 15 |                       | Hockey sur gazon Tournoi masculin                   | Compétition hommes                            | Tour préliminaire Groupe B         | Irlande vs Inde                                                                                   |            |
| 13 h 16 |                       | Judo Moins de 81 kg                                 | Compétition hommes                            | 1/4 de finale                      | -                                                                                                 | -          |
| 13 h 16 |                       | Judo Moins de 63 kg                                 | Compétition femmes                            | 1/4 de finale                      | -                                                                                                 | -          |
| 13 h 25 |                       | BMX Park                                            | Compétition femmes                            | Qualifications                     | -                                                                                                 | -          |
| 13 h 30 |                       | Basket-ball Tournoi masculin                        | Compétition hommes                            | Tour préliminaire Groupe A         | Canada vs Australie                                                                               |            |
| 13 h 30 |                       | Escrime Épée par équipes                            | Compétition femmes                            | 1/4 de finale                      | -                                                                                                 | -          |
| 13 h 30 |                       | Tennis de table Double mixte                        | Compétition mixte (hommes et femmes ensemble) | Finale                             | Wang Chuqin / Sun Yingsha · Ri Jong-sik / Kim Kum-yong · Lim Jong-hoon / Shin Yu-bin              |            |
| 14 h 0  |                       | Handball Tournoi féminin                            | Compétition femmes                            | Tour préliminaire Groupe B         | Pays-Bas vs Espagne                                                                               |            |
| 14 h 30 |                       | Rugby à sept Tournoi féminin                        | Compétition femmes                            | Match de classement 1/2 finale 5-8 | vs                                                                                                |            |
| 15 h 0  |                       | Canoë-kayak (slalom) C1                             | Compétition femmes                            | Éliminatoires (Manche 1)           | -                                                                                                 | -          |
| 15 h 0  |                       | Escrime Épée par équipes                            | Compétition femmes                            | Tour de classement                 | -                                                                                                 | -          |
| 15 h 0  |                       | Football Tournoi masculin                           | Compétition hommes                            | Tour préliminaire Groupe C         | République dominicaine (en) vs Ouzbékistan                                                        |            |
| 15 h 0  |                       | Football Tournoi masculin                           | Compétition hommes                            | Tour préliminaire Groupe C         | Espagne vs Égypte                                                                                 |            |
| 15 h 0  |                       | Rugby à sept Tournoi féminin                        | Compétition femmes                            | Match de classement 1/2 finale 5-8 | vs                                                                                                |            |
| 15 h 0  |                       | Water-polo Tournoi masculin                         | Compétition hommes                            | Tour préliminaire Groupe B         | Japon vs France                                                                                   |            |
| 15 h 12 |                       | BMX Park                                            | Compétition hommes                            | Qualifications                     | -                                                                                                 | -          |
| 15 h 30 |                       | Rugby à sept Tournoi féminin                        | Compétition femmes                            | 1/2 finale                         | vs                                                                                                |            |
| 15 h 30 |                       | Tir Fosse olympique                                 | Compétition hommes                            | Finale                             | Nathan Hales · Qi Ying · Jean Pierre Brol                                                         |            |
| 15 h 50 |                       | Escrime Épée par équipes                            | Compétition femmes                            | 1/2 finale                         | -                                                                                                 | -          |
| 16 h 0  |                       | Canoë-kayak (slalom) K1                             | Compétition hommes                            | Éliminatoires (Manche 1)           | -                                                                                                 | -          |
| 16 h 0  |                       | Handball Tournoi féminin                            | Compétition femmes                            | Tour préliminaire Groupe B         | Hongrie vs Angola                                                                                 |            |
| 16 h 0  |                       | Judo Moins de 81 kg                                 | Compétition hommes                            | Repêchages                         | -                                                                                                 | -          |
| 16 h 0  |                       | Rugby à sept Tournoi féminin                        | Compétition femmes                            | 1/2 finale                         | vs                                                                                                |            |
| 16 h 17 |                       | Judo Moins de 81 kg                                 | Compétition hommes                            | 1/2 finale                         | -                                                                                                 | -          |
| 16 h 18 |                       | Boxe Poids mi-lourds (Moins de 80 kg)               | Compétition hommes                            | 8e de finale                       | -                                                                                                 | -          |
| 16 h 30 |                       | Rugby à sept Tournoi féminin                        | Compétition femmes                            | Match pour la 11e place            | vs                                                                                                |            |
| 16 h 34 |                       | Judo Moins de 63 kg                                 | Compétition femmes                            | Repêchages                         | -                                                                                                 | -          |
| 16 h 35 |                       | Water-polo Tournoi masculin                         | Compétition hommes                            | Tour préliminaire Groupe A         | États-Unis vs Roumanie                                                                            |            |
| 16 h 40 |                       | Escrime Épée par équipes                            | Compétition femmes                            | Tour de classement                 | -                                                                                                 | -          |
| 16 h 50 |                       | Boxe Poids coqs (Moins de 54 kg)                    | Compétition femmes                            | 8e de finale                       | -                                                                                                 | -          |
| 16 h 51 |                       | Judo Moins de 63 kg                                 | Compétition femmes                            | 1/2 finale                         | -                                                                                                 | -          |
| 17 h 0  |                       | Football Tournoi masculin                           | Compétition hommes                            | Tour préliminaire Groupe B         | Ukraine vs Argentine                                                                              |            |
| 17 h 0  |                       | Football Tournoi masculin                           | Compétition hommes                            | Tour préliminaire Groupe B         | Maroc vs Irak                                                                                     |            |
| 17 h 0  |                       | Hockey sur gazon Tournoi masculin                   | Compétition hommes                            | Tour préliminaire Groupe B         | Argentine vs Nouvelle-Zélande                                                                     |            |
| 17 h 0  |                       | Rugby à sept Tournoi féminin                        | Compétition femmes                            | Match pour la 9e place             | vs                                                                                                |            |
| 17 h 0  |                       | Volley-ball Tournoi masculin                        | Compétition hommes                            | Tour préliminaire Groupe A         | Slovénie vs Serbie                                                                                |            |
| 17 h 10 |                       | Canoë-kayak (slalom) C1                             | Compétition femmes                            | Éliminatoires (Manche 2)           | -                                                                                                 | -          |
| 17 h 15 |                       | Basket-ball Tournoi masculin                        | Compétition hommes                            | Tour préliminaire Groupe B         | Japon vs France                                                                                   |            |
| 17 h 18 |                       | Judo Moins de 81 kg                                 | Compétition hommes                            | Finale                             | Takanori Nagase · Tato Grigalashvili · Lee Joon-hwan / Somon Makhmadbekov                         |            |
| 17 h 30 |                       | Basket-ball à trois Tournoi féminin                 | Compétition femmes                            | Tour préliminaire                  | États-Unis vs Allemagne                                                                           |            |
| 17 h 38 |                       | Boxe Poids plumes (Moins de 57 kg)                  | Compétition femmes                            | 16e de finale                      | -                                                                                                 | -          |
| 17 h 45 |                       | Tir à l'arc Individuel                              | Compétition hommes                            | 32e de finale                      | -                                                                                                 | -          |
| 17 h 49 |                       | Judo Moins de 63 kg                                 | Compétition femmes                            | Finale                             | Andreja Leški · Prisca Awiti Alcaraz · Clarisse Agbegnenou / Laura Fazliu                         |            |
| 18 h 0  |                       | Basket-ball à trois Tournoi féminin                 | Compétition femmes                            | Tour préliminaire                  | Australie 14 - 22 Canada                                                                          |            |
| 18 h 0  |                       | Rugby à sept Tournoi féminin                        | Compétition femmes                            | Match pour la 7e place             | Grande-Bretagne 28 - 12 Irlande                                                                   |            |
| 18 h 10 |                       | Canoë-kayak (slalom) K1                             | Compétition hommes                            | Éliminatoires (Manche 2)           | -                                                                                                 | -          |
| 18 h 11 |                       | Tir à l'arc Individuel                              | Compétition femmes                            | 32e de finale                      | -                                                                                                 | -          |
| 18 h 15 |                       | Gymnastique artistique Concours général par équipes | Compétition femmes                            | Finale                             | États-Unis · Italie · Brésil                                                                      |            |
| 18 h 30 |                       | Rugby à sept Tournoi féminin                        | Compétition femmes                            | Match pour la 5e place             | Chine 7 - 21 France                                                                               |            |
| 18 h 35 |                       | Basket-ball à trois Tournoi masculin                | Compétition hommes                            | Tour préliminaire                  | Lituanie vs Lettonie                                                                              |            |
| 18 h 37 |                       | Tir à l'arc Individuel                              | Compétition hommes                            | 16e de finale                      | -                                                                                                 | -          |
| 18 h 50 |                       | Tir à l'arc Individuel                              | Compétition femmes                            | 16e de finale                      | -                                                                                                 | -          |
| 19 h 0  |                       | Football Tournoi masculin                           | Compétition hommes                            | Tour préliminaire Groupe A         | États-Unis vs Guinée                                                                              |            |
| 19 h 0  |                       | Football Tournoi masculin                           | Compétition hommes                            | Tour préliminaire Groupe A         | Nouvelle-Zélande vs France                                                                        |            |
| 19 h 0  |                       | Handball Tournoi féminin                            | Compétition femmes                            | Tour préliminaire Groupe B         | France vs Brésil                                                                                  |            |
| 19 h 0  |                       | Rugby à sept Tournoi féminin                        | Compétition femmes                            | Petite finale                      | États-Unis 14 - 12 Australie                                                                      |            |
| 19 h 0  |                       | Surf Shortboard                                     | Compétition hommes                            | 1/4 de finale                      | -                                                                                                 | -          |
| 19 h 5  |                       | Basket-ball à trois Tournoi masculin                | Compétition hommes                            | Tour préliminaire                  | Pays-Bas vs Chine                                                                                 |            |
| 19 h 30 |                       | Escrime Épée par équipes                            | Compétition femmes                            | Finale                             | Italie · France · Pologne                                                                         |            |
| 19 h 30 |                       | Water-polo Tournoi masculin                         | Compétition hommes                            | Tour préliminaire Groupe A         | Monténégro vs Grèce                                                                               |            |
| 19 h 45 |                       | Hockey sur gazon Tournoi masculin                   | Compétition hommes                            | Tour préliminaire Groupe B         | Australie vs Belgique                                                                             |            |
| 19 h 45 |                       | Rugby à sept Tournoi féminin                        | Compétition femmes                            | Finale                             | Nouvelle-Zélande · Canada · États-Unis                                                            |            |
| 20 h 0  |                       | Boxe Poids mouches (Moins de 51 kg)                 | Compétition hommes                            | 8e de finale                       | -                                                                                                 | -          |
| 20 h 30 |                       | Natation 100 m nage libre                           | Compétition hommes                            | 1/2 finale                         | -                                                                                                 | -          |
| 20 h 32 |                       | Boxe Poids mi-lourds (Moins de 80 kg)               | Compétition hommes                            | 8e de finale                       | -                                                                                                 | -          |
| 20 h 41 |                       | Natation 200 m papillon                             | Compétition hommes                            | 1/2 finale                         | -                                                                                                 | -          |
| 20 h 57 |                       | Natation 100 m dos                                  | Compétition femmes                            | Finale                             | Kaylee McKeown · Regan Smith · Katharine Berkoff                                                  |            |
| 21 h 0  |                       | Basket-ball Tournoi masculin                        | Compétition hommes                            | Tour préliminaire Groupe B         | Brésil vs Allemagne                                                                               |            |
| 21 h 0  |                       | Basket-ball à trois Tournoi féminin                 | Compétition femmes                            | Tour préliminaire                  | Azerbaïdjan vs Espagne                                                                            |            |
| 21 h 0  |                       | Football Tournoi masculin                           | Compétition hommes                            | Tour préliminaire Groupe D         | Paraguay vs Mali                                                                                  |            |
| 21 h 0  |                       | Football Tournoi masculin                           | Compétition hommes                            | Tour préliminaire Groupe D         | Israël vs Japon                                                                                   |            |
| 21 h 0  |                       | Handball Tournoi féminin                            | Compétition femmes                            | Tour préliminaire Groupe A         | Suède vs Danemark                                                                                 |            |
| 21 h 0  |                       | Volley-ball Tournoi masculin                        | Compétition hommes                            | Tour préliminaire Groupe A         | France vs Canada                                                                                  |            |
| 21 h 3  |                       | Natation 800 m nage libre                           | Compétition hommes                            | Finale                             | Daniel Wiffen · Robert Finke · Gregorio Paltrinieri                                               |            |
| 21 h 5  |                       | Water-polo Tournoi masculin                         | Compétition hommes                            | Tour préliminaire Groupe B         | Espagne vs Hongrie                                                                                |            |
| 21 h 24 |                       | Surf Shortboard                                     | Compétition femmes                            | 1/4 de finale                      | -                                                                                                 | -          |
| 21 h 25 |                       | Natation 100 m nage libre                           | Compétition femmes                            | 1/2 finale                         | -                                                                                                 | -          |
| 21 h 30 |                       | Basket-ball à trois Tournoi féminin                 | Compétition femmes                            | Tour préliminaire                  | France vs Chine                                                                                   |            |
| 21 h 36 |                       | Boxe Poids coqs (Moins de 54 kg)                    | Compétition femmes                            | 8e de finale                       | -                                                                                                 | -          |
| 21 h 46 |                       | Natation 200 m brasse                               | Compétition hommes                            | 1/2 finale                         | -                                                                                                 | -          |
| 21 h 59 |                       | Natation Relais 4 x 200 m nage libre                | Compétition hommes                            | Finale                             | Grande-Bretagne · États-Unis · Australie                                                          |            |
| 22 h 5  |                       | Basket-ball à trois Tournoi masculin                | Compétition hommes                            | Tour préliminaire                  | France vs Pologne                                                                                 |            |
| 22 h 8  |                       | Boxe Poids plumes (Moins de 57 kg)                  | Compétition femmes                            | 16e de finale                      | -                                                                                                 | -          |
| 22 h 35 |                       | Basket-ball à trois Tournoi masculin                | Compétition hommes                            | Tour préliminaire                  | États-Unis vs Serbie                                                                              |            |
| 23 h 48 |                       | Surf Shortboard                                     | Compétition hommes                            | 1/2 finale                         | -                                                                                                 | -          |

## Tableaux des médailles
- Pays organisateur (France)

| Rang  | Nation           | Or | Argent | Bronze | Total |
| ----- | ---------------- | -- | ------ | ------ | ----- |
| 1     | Grande-Bretagne  | 2  | 0      | 0      | 2     |
| 2     | États-Unis       | 1  | 3      | 2      | 6     |
| 3     | Chine            | 1  | 1      | 0      | 2     |
| 4     | Australie        | 1  | 0      | 1      | 2     |
| 5     | Slovénie         | 1  | 0      | 0      | 1     |
| 5     | Nouvelle-Zélande | 1  | 0      | 0      | 1     |
| 5     | Serbie           | 1  | 0      | 0      | 1     |
| 5     | Japon            | 1  | 0      | 0      | 1     |
| 5     | Irlande          | 1  | 0      | 0      | 1     |
| 10    | Italie           | 1  | 1      | 1      | 3     |
| 11    | France           | 0  | 1      | 1      | 2     |
| 12    | Turquie          | 0  | 1      | 0      | 1     |
| 12    | Corée du Nord    | 0  | 1      | 0      | 1     |
| 12    | Géorgie          | 0  | 1      | 0      | 1     |
| 12    | Mexique          | 0  | 1      | 0      | 1     |
| 12    | Canada           | 0  | 1      | 0      | 1     |
| 17    | Corée du Sud     | 0  | 0      | 2      | 2     |
| 18    | Inde             | 0  | 0      | 1      | 1     |
| 18    | Guatemala        | 0  | 0      | 1      | 1     |
| 18    | Tadjikistan      | 0  | 0      | 1      | 1     |
| 18    | Kosovo           | 0  | 0      | 1      | 1     |
| 18    | Brésil           | 0  | 0      | 1      | 1     |
| 18    | Pologne          | 0  | 0      | 1      | 1     |
| Total | Total            | 11 | 11     | 13     | 35    |

| Rang  | Nation       | Or | Argent | Bronze | Total |
| ----- | ------------ | -- | ------ | ------ | ----- |
| 1     | Japon        | 7  | 2      | 4      | 13    |
| 2     | Chine        | 6  | 6      | 2      | 14    |
| 3     | Australie    | 6  | 4      | 1      | 11    |
| 4     | France       | 5  | 9      | 4      | 18    |
| 5     | Corée du Sud | 5  | 3      | 3      | 11    |
| Total | Total        | 56 | 57     | 63     | 176   |